# Antrum cardiacum
Das Antrum cardiacum ist eine ampullenförmige Erweiterung der Speiseröhre nach deren Durchtritt durch das Zwerchfell und vor dem Eintritt in die Kardia des Magens (Mageneingang, Magenmund).
Außerdem befindet sich ein weiteres Antrum (Vorraum des Pförtners) vor dem Pylorus (Pförtner).
Das Antrum cardiacum ist Ausgangspunkt für eine Infektion mit Helicobacter pylori, eine der Ursachen einer Typ B-Gastritis (bakterielle Gastritis). Nach fäkal-oraler Aufnahme besiedelt der Erreger zunächst diesen Bereich, um sich dann aboral über Cardia und Antrum pyloricum auszubreiten.